# العملية 42 (فلم)
العملية 42 هو فيلم دراما مصري من إخراج عادل الأعصر  وبطولة محمود ياسين، بوسي، أحمد عبد العزيز، ألفت إمام، زياد مكوك وجمال صالح، صدر الفيلم في 28 ديسمبر 1987.

## نبذة
سامي ضابط شرطة، يعمل على مطاردة عصابة لتهريب المخدرات دون أن يعلم أن كمال شقيق زوجته ليلى متورط في أعمالها، والذي كان قد عاد لتوه من العاصمة البريطانية لندن.

## طاقم العمل
- محمود ياسين بدور العقيد سامي
- بوسي بدور ليلى
- أحمد عبد العزيز بدور كمال
- ألفت إمام بدور زينات
- زياد مكوك بدور زيدان المروج اللبناني
- جمال صالح بدور عصمت

## وصلات خارجية
- مقالات تستعمل روابط فنية بلا صلة مع ويكي بيانات